# Hatem Trabelsi
Hatem Trabelsi (arabisch حاتم الطرابلسي, DMG Ḥātim at-Ṭarābulusī) (* 25. Januar 1977 in Aryanah) ist ein ehemaliger tunesischer Fußballspieler.

## Karriere

### Verein
Trabelsi wurde in Aryanah geboren, wuchs aber in Sfax auf. Er begann seine Karriere beim CS Sfax, wo er zuerst als Stürmer spielte. Als beim CS Sfax zahlreiche Spieler durch Verletzungen ausfielen, musste Trabelsi alle Lücken ausfüllen. Er wurde in die Defensive versetzt, spielte sich ziemlich schnell in dieser Position ein und wurde Stammspieler. 2001 wechselte er nach Europa und zwar zum niederländischen Topklub Ajax Amsterdam.
Während der Vorbereitung der Saison 2004 wurde er zum Probetraining vom FC Arsenal unter Trainer Arsène Wenger eingeladen. Anscheinend beeindruckte er die „Gunners“ und es wurde eine Ablöse zwischen Ajax Amsterdam und dem FC Arsenal vereinbart. Aus persönlichen Gründen ließ Trabelsi jedoch die Vertragsunterzeichnung beim FC Arsenal scheitern; stattdessen kehrte er wieder zu Ajax Amsterdam zurück.
2006 bekam er von mehreren englischen Vereinen Angebote. Er wechselte am 10. August ablösefrei zu Manchester City. Verletzungen und eine fehlende Arbeitserlaubnis warfen ihn zurück. Dadurch konnte er sein Debüt in der neuen Mannschaft erst am 11. September gegen den FC Reading feiern.
Seit Dezember 2006 hat Trabelsi die meisten Spiele für Manchester City im zentralen Mittelfeld bestritten. Er schoss sein erstes Tor gegen Manchester United. Mit seinem schwächeren linken Fuß konnte er Edwin van der Sar überwinden. Seine Mannschaft verlor das Spiel trotzdem mit 1:3. Von Zeit zu Zeit zeichnete sich ab, dass Trabelsi seinen Stammplatz an jüngere Spieler, wie z. B. Micah Richards oder Nedum Onuoha abgeben müsse. Nach dem 1:0-Sieg gegen Newcastle United im März machte er kein Spiel mehr für Manchester City, und so kam es, dass sein Vertrag am Ende der Saison nicht mehr verlängert wurde. Als er nicht mehr für Manchester City spielte, bekam er Angebote vom französischen Klub UC Le Mans und dem italienischen Verein SSC Neapel. Eine Verpflichtung bei diesen Vereinen kam jedoch nicht zustande.
Nach einem halben Jahr ohne Verein wechselte Trabelsi im November 2007 zu Al-Hilal in Saudi-Arabien.

### Nationalmannschaft
Trabelsi gab sein Debüt in der tunesischen Nationalmannschaft im Mai 1998, kurz vor der Fußball-Weltmeisterschaft 1998. Er spielte auch jedes Spiel für das tunesische Nationalteam bei der Fußball-Weltmeisterschaft 2002 und bei der Fußball-Weltmeisterschaft 2006. Ebenso beim Africa-Cup 2004, den Tunesien gewinnen konnte. Nach dem Ausscheiden Tunesiens bei der WM 2006 beendete Trabelsi seine Nationalmannschaftskarriere mit 29 Jahren. Er hatte bis dahin 61 Spiele bestritten und 1 Tor geschossen.

## Titel und Erfolge
- Sieger des Africa-Cups 2004
- WM-Teilnahme 1998, 2002 und 2006
- Teilnahme am Africa-Cup 2002, 2004 und 2006
- Ehemaliger Kapitän der tunesischen Fußballnationalmannschaft
- Fußballer des Jahres 2004 in Tunesien
- Niederländischer Meister: 2001/02, 2003/04
- Niederländischer Pokalsieger: 2001/02, 2005/06
- Niederländischer Supercupsieger: 2002, 2005